# جامعة فيلانوفا
جامعة فيلانوفا هي جامعة خاصة كاثوليكية وبحثية تقع في فيلانوفا بالولايات المتحدة. تأسست عام 1842 على يد رهبنة القديس أوغسطين وسُمّيت تيمنًا بـالقديس توما من فيلانوفا. تُعد الجامعة أقدم جامعة كاثوليكية في ولاية بنسيلفانيا، وواحدة من مؤسستين أوغسطينيتين للتعليم العالي في الولايات المتحدة (الأخرى هي كلية ميريماك).
ترجع جذور الجامعة إلى كنيسة القديس أوغسطين القديمة في فيلادلفيا، التي أسسها رهبان أوغسطينيون من مقاطعة القديس توما من فيلانوفا عام 1796، وإلى مدرسة الأبرشية التابعة لها "أكاديمية القديس أوغسطين" التي أُنشئت عام 1811. تُصنّف الجامعة ضمن فئة "R2: جامعات الدكتوراه – نشاط بحثي عالٍ" بحسب تصنيف كارنيغي لمؤسسات التعليم العالي.

## التاريخ
في أكتوبر عام 1841، اشترى راهبان أوغسطينيان من أصل إيرلندي من كنيسة القديس أوغسطين في فيلادلفيا، بهدف إنشاء مدرسة، مساحة تبلغ 200 أكر (81 ها) في بلدة رادنور. وقد عُرفت الملكية باسم "بيل إير"، وكانت تعود للتاجر الراحل جون رودولف من برلنغتون، نيوجيرسي وفيلادلفيا. افتُتحت المدرسة، التي سُمّيت بـ"الكلية الأوغسطينية في فيلانوفا"، في عام 1842. بالإضافة إلى بيت الابتداء والكلية، تولى الأوغسطينيون الرعاية الرعوية للكاثوليك المقيمين ضمن دائرة شعاعها خمسة عشر ميلًا. وقد كرس الأسقف فرانسيس كينريك المصلى عام 1844. ونشأت رعايا في بيروين، وبراين ماور، وواين من بعثة فيلانوفا.

إلا أن أعمال الشغب المعادية للكاثوليك في فيلادلفيا عام 1844، التي أسفرت عن حرق كنيسة القديس أوغسطين، تسببت في صعوبات مالية للأوغسطينيين، ما أدى إلى إغلاق الكلية في فبراير 1845. أُعيد فتح الكلية في عام 1846، وتخرجت أول دفعة عام 1847. وفي مارس 1848، منح حاكم بنسلفانيا المؤسسة صفة الاعتراف الرسمي ومنحها صلاحية منح الدرجات العلمية. وفي عام 1859، مُنحت أول شهادة ماجستير. وفي عام 1857، أُغلقت المدرسة مجددًا بسبب نقص الكهنة في فيلادلفيا، مما حال دون توفير الكادر الأكاديمي الكافي، إضافة إلى أزمة ذعر العام 1857 التي أثقلت كاهل المؤسسة ماليًا. وظلت مغلقة طوال فترة الحرب الأهلية الأمريكية، حيث استُخدمت كمستشفى عسكري. أعيد افتتاحها في سبتمبر 1865؛ ومنذ ذلك الحين، واصلت نشاطها التعليمي دون انقطاع. انتقل قسم المرحلة الإعدادية لاحقًا إلى مالفرن، وهي مدينة تقع على خط سكة الحديد الرئيسي في فيلادلفيا [الإنجليزية]. واليوم يُعرف باسم مدرسة مالفرن الإعدادية ولا يزال يُدار من قبل الرهبنة.

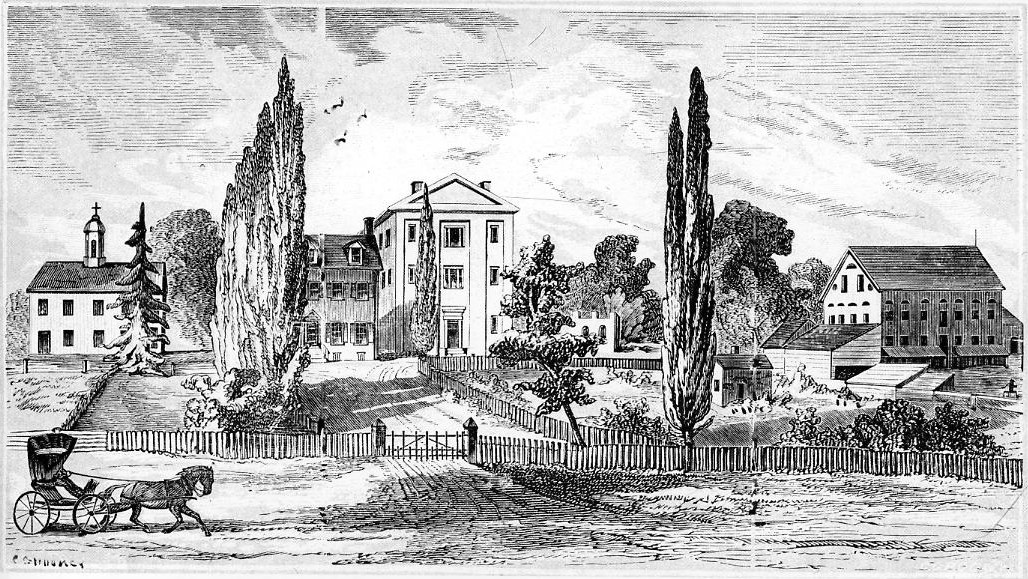
كلية فيلانوفا عام 1849

كانت فيلانوفا مخصصة للذكور فقط حتى عام 1918، حين بدأت الكلية تقديم دروس مسائية لتعليم الراهبات العاملات في المدارس الرعوية. وفي عام 1938، حصلت أول امرأة من عامة الشعب على شهادة من فيلانوفا. ومع افتتاح كلية التمريض عام 1953، بدأت النساء في الالتحاق بفيلانوفا بدوام كامل. وفي عام 1958، قبلت كلية الهندسة أول طالبة فيها؛ أما الكليات الأخرى، فقد قبلت النساء كطالبات خارجيات فقط. أصبحت جامعة فيلانوفا مؤسسة تعليمية مختلطة بالكامل في عام 1968.
خلال الحرب العالمية الثانية، كانت فيلانوفا واحدة من بين 131 مؤسسة تعليمية في الولايات المتحدة شاركت في برنامج تدريب كليات البحرية الأمريكية V-12، الذي أتاح للطلاب فرصة الحصول على رتبة في البحرية. ومنذ ذلك الحين، تخرج منها 25 أميرالًا في البحرية والبحرية الأمريكية؛ ولا تتفوق عليها في ذلك إلا أكاديمية الولايات المتحدة البحرية في أنابوليس.
بعد الحرب العالمية الثانية توسعت الجامعة، حيث أدى عودة الجنود المحاربين إلى ارتفاع كبير في أعداد الطلاب، وزاد عدد أعضاء هيئة التدريس أربعة أضعاف. وتم إنشاء مرافق جديدة، وفي عام 1953، تأسست كلية التمريض ومدرسة القانون. وحصلت فيلانوفا على صفة "جامعة" في 18 نوفمبر 1953. وبين عامي 1954 و1963، تم بناء أو شراء عشرة مبانٍ جديدة في أراضٍ مجاورة للحرم الجامعي، من بينها مباني بارتلي، ومندل، ودويرتي.
في 23 يونيو 2023، أصدرت جامعة فيلانوفا وجامعة كابريني بيانًا مشتركًا أعلنتا فيه أن كابريني ستتوقف عن العمل في عام 2024 وسيتم دمجها ضمن فيلانوفا. وفي مارس 2025، أعلن قادة كلية روزمونت وجامعة فيلانوفا عن اندماج المؤسستين بحلول عام 2027.

## الحرم الجامعي

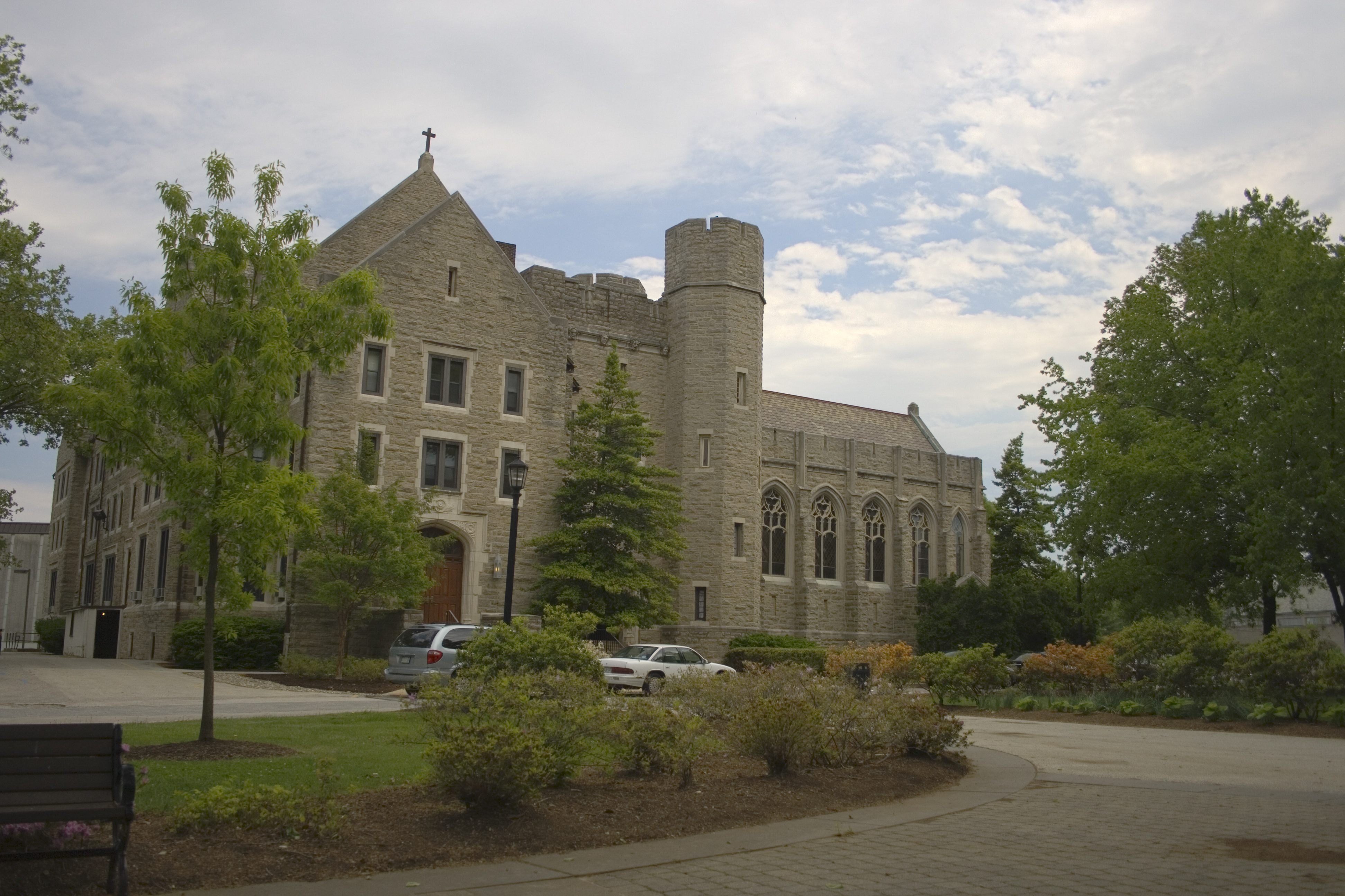
كور هول من ناحية المغارة

تقع الجامعة في فيلانوفا، وهي منطقة تركز سكاني تابعة لبلدية رادنور.
تقع جامعة فيلانوفا على مساحة 254 أكر (1.03 كـم2) من الأرض، على بُعد 12 ميل (19 كـم) من وسط مدينة فيلادلفيا. يضم الحرم الجامعي حوالي 1,500 شجرة. كان يُعرف الحرم سابقًا باسم أربوريتم فيلانوفا، ولكن تم سحب هذا التصنيف بعد أن فشلت الجامعة في الالتزام بالقواعد والمعايير مثل زراعة عدد كافٍ من الأشجار الجديدة وتقديم الجولات الإرشادية.

### الحرم الرئيسي
أبرز معالم الحرم الجامعي هو كنيسة القديس توما الأكويني في فيلانوفا، حيث تُعد قمّتاها التوأم أعلى بناء في الجامعة. وُضع حجر الأساس عام 1883، واكتمل البناء عام 1887.
يعود تاريخ مبنى قاعة الخريجين إلى عام 1848، ويُعد من أقدم المباني في الحرم الجامعي. وقد استُخدم كمستشفى عسكري خلال الحروب، وكعيادة لعلاج مرضى الإنفلونزا بعد الحرب العالمية الأولى.
تم بناء قاعة القديسة ماري عام 1962. وتتميّز بممرّاتها الطويلة وما يزيد عن ألف غرفة، كما تحتوي على كنيسة كبيرة تم نزع قداستها مؤخرًا، بالإضافة إلى العديد من الطوابق الجزئية، والطوابق السفلية، والطوابق التحتية، مما غذّى الأساطير حول الأجنحة المغلقة. وتضم مكتبة فالفاي، وهي المكتبة البحثية الرئيسية في الحرم، أكثر من مليون كتاب وآلاف الدوريات، بالإضافة إلى استوديوهات إنتاج تلفزيوني.

## الشئون الأكاديمية
وفقًا لـمؤسسة العلوم الوطنية، أنفقت جامعة فيلانوفا 26 مليون دولار على البحث والتطوير في عام 2022، مما جعلها تحتل المرتبة 264 على مستوى الولايات المتحدة.

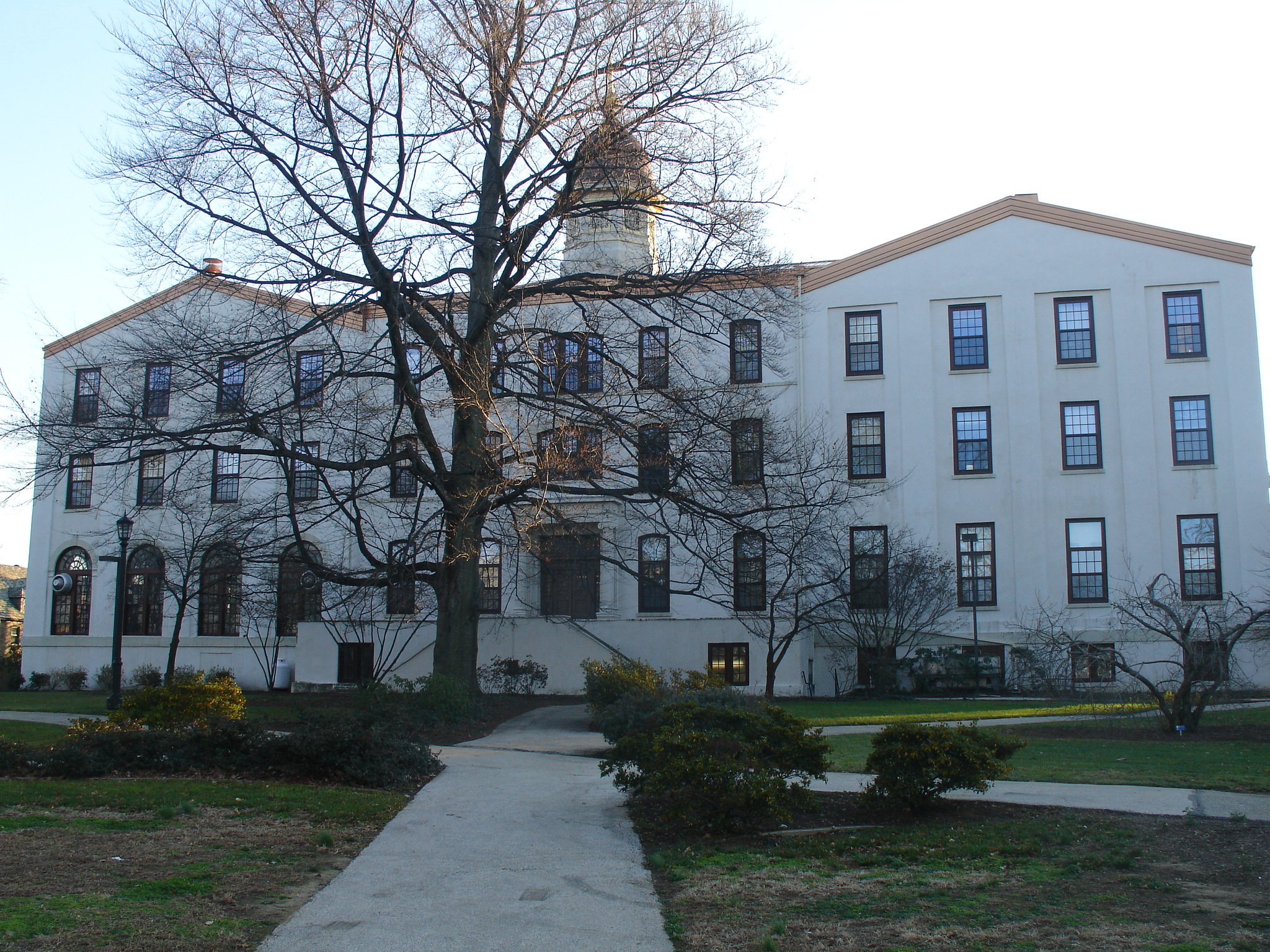
قاعة الخريجين، أقدم مبنى في الحرم الجامعي

### التصنيف
في خطوة مقصودة لتصنيف نفسها كـ"جامعة وطنية"، سعت جامعة فيلانوفا في أوائل العقد الثاني من القرن الحادي والعشرين إلى توسيع برامج الدكتوراه لديها للوصول إلى الحد الأدنى المطلوب من مؤسسة كارنيغي وهو 20 شهادة دكتوراه سنويًا. وفي سبتمبر 2016، تم تعديل تصنيف كارنيغي لمؤسسات التعليم العالي لتصنَّف فيلانوفا ضمن "R2: جامعات الدكتوراه: نشاط بحثي عالٍ". وقد أدرجت مجلة يو إس نيوز آند وورد ريبورت، التي تعتمد على هذا التصنيف لتحديد الجامعات الوطنية، جامعة فيلانوفا ضمن تصنيفات "الجامعات الوطنية" لأول مرة في خريف 2016.
لمدة تزيد عن عقد من الزمن، كانت جامعة فيلانوفا تحتل المرتبة الأولى في تصنيف يو إس نيوز آند وورد ريبورت ضمن فئة أفضل جامعات الماجستير في المنطقة الشمالية، وهو تصنيف يشمل الجامعات التي تقدّم برامج بكالوريوس وماجستير ولكن برامج دكتوراه محدودة. كما صنّفتها المجلة في عام 2016 في المركز الثاني لفئة "أفضل المدارس من حيث القيمة"، والرابع في "أفضل تعليم جامعي"، واحتلّت كلية الهندسة المرتبة الحادية عشرة بين جميع برامج الهندسة الجامعية التي تقدم أعلى شهادة ماجستير فقط.
في تصنيف يو إس نيوز آند وورد ريبورت لعام 2025، جاءت فيلانوفا في المرتبة 58 بين أفضل الجامعات الوطنية في الولايات المتحدة، والمركز 69 في تصنيف أفضل المدارس من حيث القيمة.
وقد احتلت كلية إدارة الأعمال المرتبة الأولى في الولايات المتحدة حسب تصنيف بلومبيرغ بيزنس ويك لعام 2016 لبرامج إدارة الأعمال الجامعية، لكن هذا التصنيف أثار جدلاً واعتراضات، ما دفع بلومبيرغ إلى التوقف عن تصنيف كليات الأعمال الجامعية بعد ذلك العام. في عام 2007، احتلت فيلانوفا المركز 29 ضمن تصنيف فاينانشال تايمز لأفضل برامج ماجستير إدارة الأعمال التنفيذي. ولكن في تصنيف يو إس نيوز آند وورد ريبورت لعام 2023 لأفضل كليات الأعمال، لم يتم تصنيف فيلانوفا.
وقد صُنّفت كلية الحقوق في المرتبة 65 (مشتركة) بين كليات الحقوق في الولايات المتحدة حسب إصدار عام 2019 من تصنيف يو إس نيوز آند وورد ريبورت لأفضل كليات الحقوق. وكانت الكلية قد تراجعت في التصنيفات عام 2011 بعد الكشف عن قيام موظفي القبول فيها بتضخيم درجات LSAT المُبلّغ عنها للطلاب المقبولين. ووفقًا للرابطة الأمريكية للمحامين، كانت هذه المخالفات كافية لسحب الاعتماد، إلا أن الاستجابة السريعة من الجامعة أدّت إلى الاكتفاء بتوجيه توبيخ للكلية فقط.

### القبول
وُصف القبول في جامعة فيلانوفا بأنه "انتقائي للغاية" من قبل يو إس نيوز آند وورد ريبورت. وتوفّر الجامعة ثلاث طرق للتقديم: القرار المبكر (ملزم)، الإجراء المبكر، والقرار العادي.
في خريف عام 2023، تلقّت الجامعة 23,721 طلبًا للالتحاق من طلاب السنة الأولى؛ تم قبول 4,870 منهم (21٪) لفصل مكوّن من 1700 طالب. نطاق المعدل التراكمي (GPA) الأوسط 50٪: بين 4.20 و4.58 على مقياس موزون من 4.00. النطاق الأوسط 50٪ لدرجات SAT للفصل المقبول مؤخرًا: 1450–1520 من 1600، ودرجات ACT: من 33 إلى 35 من 36.
في عام 2019، أعلنت فيلانوفا عن شراكات جديدة في مجال الاستقطاب مع مؤسسة بوزي، ومؤسسة "مستقبل فيلادلفيا"، ومركز غوادالوبي.